# جوهانس نيلسن
جوهانس نيلسن (بالألمانية: Markus Nilsen) (و. 1989  م) هو متزلج جبال نرويجي، ولد في النرويج.

## روابط خارجية
- جوهانس نيلسن على موقع الاتحاد الدولي للتزلج (التزلج على المنحدرات الثلجية) (الإنجليزية)